# فلورنسا غيران
فلورنسا غيران (بالفرنسية: Florence Guérin)‏ هي ممثلة فرنسية، ولدت في 12 يونيو 1965 بنيس في فرنسا.

## وصلات خارجية
- فلورنسا غيران على موقع IMDb (الإنجليزية)
- فلورنسا غيران على موقع ألو سيني (الفرنسية)
- فلورنسا غيران على موقع أول موفي (الإنجليزية)
- فلورنسا غيران على موقع قاعدة بيانات الفيلم (الإنجليزية)
- فلورنسا غيران على موقع كينوبويسك (الروسية)